# حبيبي مجنون جدا (فلم)
حبيبي مجنون جداً فيلم سوري من أفلام الفنان زياد مولوي شاركت في بطولته الفنانة المصرية زبيدة ثروت ومجموعة من الفنانات والفنانين السوريين.

## تمثيل
- زياد مولوي
- زبيدة ثروت
- مها الصالح
- كاميليا

## وصلات خارجية
- مقالات تستعمل روابط فنية بلا صلة مع ويكي بيانات